# Soltam M-71
El M-71 es un obús remolcado de 155 mm, fabricado por Soltam Systems.

## Diseño
Esta arma se basa en un diseño anterior, el Soltam M-68 y utiliza el mismo sistema de retroceso, sistema de carga del proyectil y el remolque, pero tiene un cañón más largo (39 calibres comparado con el de 33 calibres del M-68). Esta equipado con una baqueta de retrocarga, accionada por aire comprimido para permitir una recarga rápida, incluso en ángulos de tiro muy elevados. Puede disparar un proyectil de alto poder explosivo de 23,8 kilogramos a una distancia máxima de 23,5 kilómetros a una velocidad inicial de 820 metros por segundo.

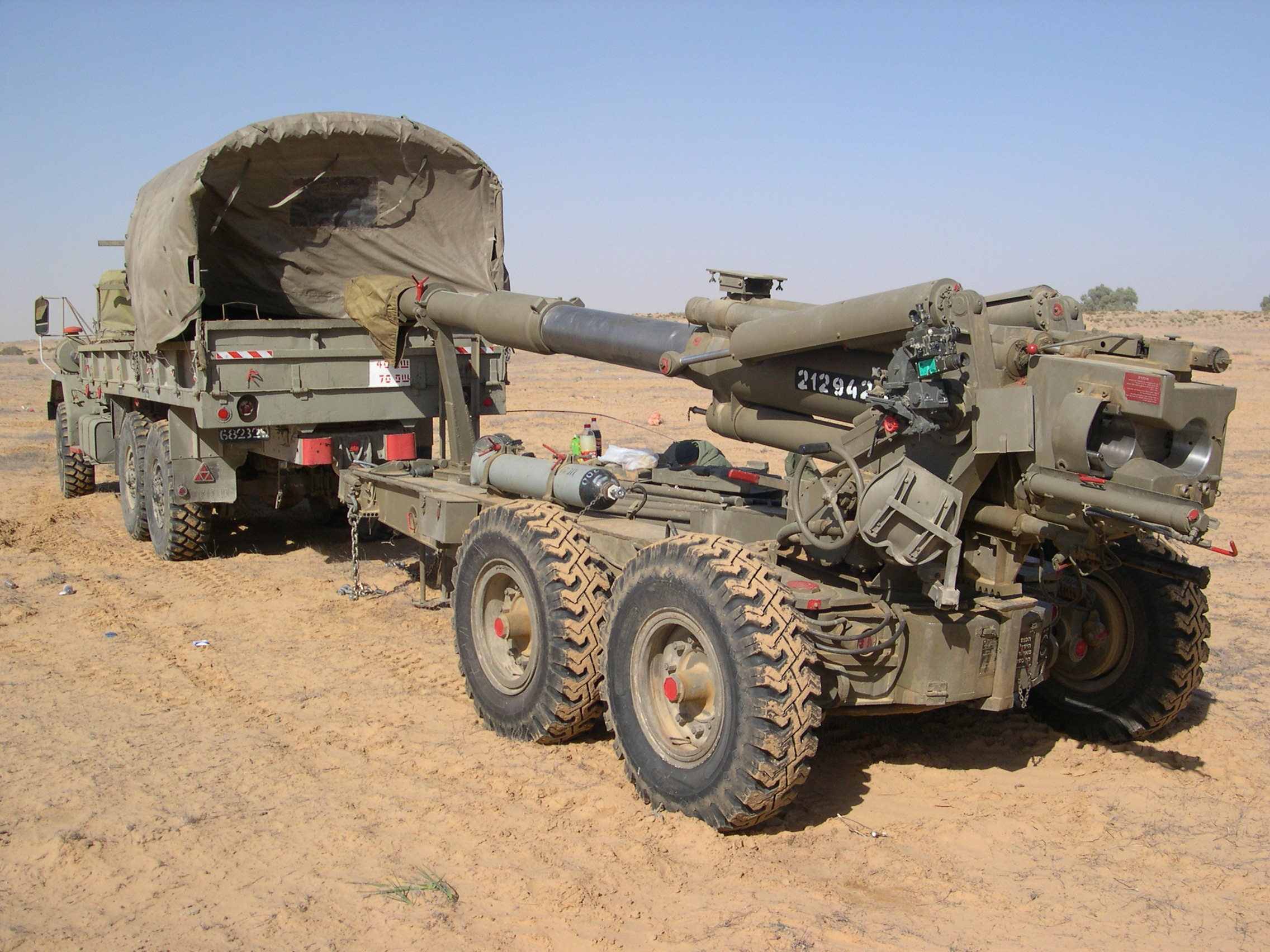
El Soltam M-71 listo para ser remolcado.

Una versión fue desarrollada para ser montada en un chasis modificado del tanque Centurión (M-72), pero el vehículo nunca alcanzó la fase de producción.

## Usuarios
Además de Israel, esta arma se encuentra en servicio en Chile, Singapur, Tailandia, Sudáfrica, Eslovenia y Birmania. Una variante de este obús (denominada M-72) se diseñó para ser montada en un chasis modificado de un blindado Centurion, pero este vehículo nunca alcanzó la etapa de producción.
- Birmania: 16[3]

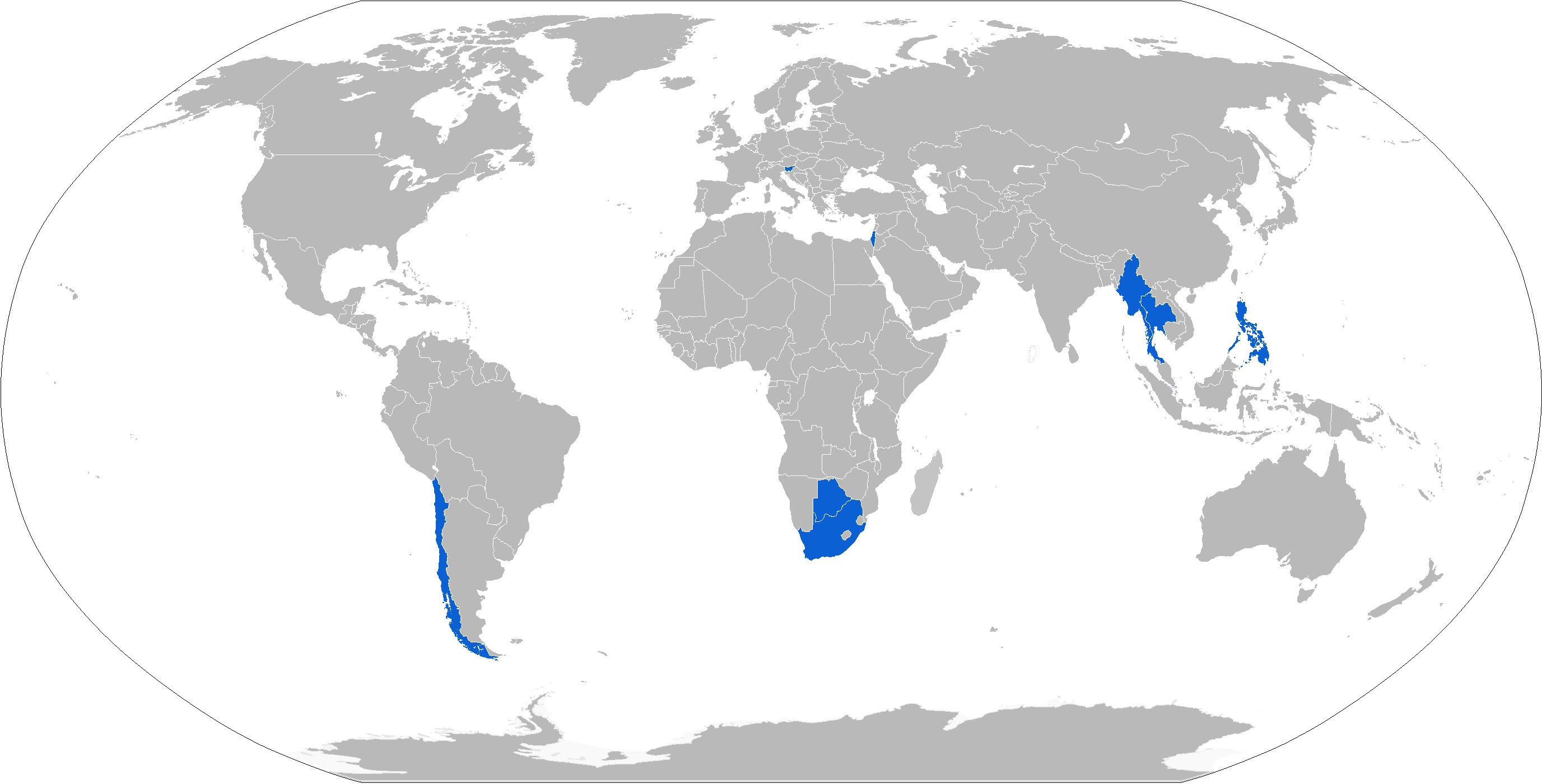
Mapa de los usuarios del M-71 en azul.

- Chile: 36 ejército de Chile + 24 infantería de marina.
- Filipinas: 14[4]
- Singapur: 13
- Sudáfrica: 32; Designado como G-4.[5]
- Tailandia: 32
- Eslovenia: 18; En su variante M839.
- El Salvador: 6